# Projektledning
Projektstyrning eller projektledning (engelska: project management) är det praktiska arbetet som uträttas av någon ledare vid styrning av ett projekt.
De som ägnar sig åt projektstyrning använder ofta en eller annan projektstyrningsmodell (metod). Projektstyrning är avsiktlig planering, kontroll och koordinering av alla aspekter i ett projekt (initiering, planering, genomförande, kontroll och stängning), för att uppnå organisationens överenskomna mål.

## Historik
Projektstyrningsområdet har traditionellt haft ett fokus på planering och styrning av projektarbete. I motsats till klassisk massproduktion har projekt låg repetitivitet och hög variation, och det krävdes sålunda helt nya arbetssätt för att uppnå effektivitet. [källa behövs]
Projektstyrning uppfanns som disciplin av USA:s försvarsdepartement under det kalla kriget, i synnerhet efter sputnikkrisen. Målet var att uppnå större kontroll över projektprocessen. Särskilt ville man komma åt de långa ledtiderna; det tog för lång tid från att ett projekt beställdes till det hade genomförts. I samband med detta uppfanns även projektstyrningsmodellen PERT (Program Evaluation and Review Technique) under 1950-talet, som senare kompletterades med WBS (Work Breakdown Structure). [källa behövs]
Projektledning i sin moderna form började ta fart i början av 1960-talet och företag samt organisationer såg fördelar med att arbeta i projektform.

## Projektledningens roll
Projektledaren är ansvarig för projektet. Det är vanligt att projektledaren också är ansluten till styrgruppen och är delaktig i beslut. Projektledningens roll är att använda resurserna för att uppnå ett uppsatt mål inom vissa kriterier.
Projektledning är tillämpningen av ett samlingsverktyg och tekniker (som CPM och matrisorganisationen) för att styra användningen av olika resurser för att uppnå en unik, komplex engångsuppgift inom tids-, kostnads- och kvalitetsbegränsningar. En projektledare hanterar projektet, sätter samman ett team och säkerställer integrering och kommunikation av arbetsflödet horisontellt över olika avdelningar.

## Framgångsrik projektledning
Faktorer för ett framgångsrikt projektledning är många. Nycklar för framgångsrik projektledning:
- krävs planering med ett åtagande att slutföra projektet
- noggrann utnämning av en skicklig projektledare
- spendera tid för att definiera projektet tillräckligt korrekt
- planera verksamheten i projektet
- säkerställs korrekt och tillräckliga informationsflöden
- ändra aktiviteter för att rymma frekventa förändringar på dynamiken
- tillmötesgående med de anställdas personliga mål med prestanda och belöningar
- gör en nystart när misstag i genomförandet har identifierats.[5]

## Problem med projektledning
"Det kan uppkomma en diskussion i bland annat organisationer med högt utbildade medarbetare, om ledningsfunktionen ska läggas på en enskild person eller om den lika gärna kan placeras som ett kollektiv ansvar för gruppen, så att projektgruppen får karaktären av en delvis självstyrande grupp".
Det agila manifestet har öppnat dörren för en utveckling inom projektledarskapets metodik och det har även givit upphov till idéer för agila strukturer kring organisering av företag. 
För projektledarskapet innebär det ”agila” om ett förhållningssätt, uppdragets karaktär styr valet av agil utveckling i projektledning.
Idag finns flera modeller för att styra projekt agilt.
Andra problemområden som kan uppstå inom projektledning:
- otillräcklig grund för projektet
- fel person som projektledare
- oengagerad högsta ledning
- otillräckligt definierade uppgifter
- brist på projektledningsteknik
- hanteringsteknik missbrukad
- stängning av projektet, inte planerat
- brist på engagemang för projekt.[5]

## Projektstyrningsmetoder
Det projekt som framför alla andra fått stå som exempel för projektstyrningens fördelar är Polarisprojektet, en ballistisk robot med kärnvapenstridsspetsar, som utvecklades med hjälp av PERT.
En liknande styrmodell utvecklades ungefär samtidigt av företaget DuPont under namnet CPM.
Andra exempel på projektledningsmetoder:
- PRINCE2 - Har sitt ursprung i Storbritannien där den är väl spridd. Denna projektledningsmodell är på frammarsch även i övriga världen.
- PROPS - utvecklad av Ericsson 1987
- PPS - Praktisk ProjektStyrning, en projektstyrningsmodell skapad av Tieto
- RUP - Rational Unified Process - en inom mjukvaruutveckling känd projektledningsmodell
- POLOYAS METOD - 4 faser av problemlösning
- Portföljstyrning
- XLPM - projektmetodik skapad av Semcon som innefattar stöd för uppdrag-, projekt-, program- och portföljstyrning.

Flera institut för certifiering av projektledare finns. De två största certifieringsinstituten är:
- PMI - Project Management Institute. Certifieringen spridd över hela världen.
- IPMA - International Project Management Association. Spridd inom Europa.